# Věštírna

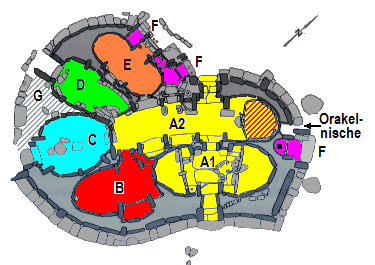
Věštírna v chrámu Ħaġar Qim

Věštírna, pojem známý také jako oraculum (z latiny), je posvátná místnost, kde (mnohdy schovaní) kněží pronášeli věštby a proroctví jménem božstva.
K nejznámějším věštírnám patří např. věštírna v Delfách, v Dodóně nebo v Epidauru. Další věštírny se nacházely v megalitických chrámech na Maltě jako např. v chrámu Ħaġar Qim: v těchto chrámech se jednalo vždy o věštby kněží, kteří se před audiencí skrývali, proto byli schováni v malém prostoru (na skice označeného německy jako „Orakelnische“, vpravo), který nebyl přístupný z prostranství pro návštěvníky.